# 黒田有紀
黒田 有紀（くろだ ゆき、1972年11月29日 - ）は福井県出身の元シンガーソングライター。
作曲においては「krara（くらら）」名義を使用。

## 来歴
1995年2月、ASKA（CHAGE and ASKA）のアルバム『NEVER END』の収録楽曲「you & me」にデュエット参加。4月、ASKAプロデュースによるシングル『風 吹いてる / cry』でデビュー。ガールポップの新星として期待される。「cry」は ASKAが自身のライブでセルフカバーしており、アルバム『Made in ASKA』にも新録として収録された。
同年7月、アルバム『bicycle』リリース。12月、マキシシングル『こんな日曜日』リリース。
1996年、結婚を機に引退。

## ディスコグラフィー

### シングル
- 風 吹いてる（1995年4月26日） - オリコンウィークリーチャート最高20位[1]
  1. 風 吹いてる（作詞・作曲：飛鳥涼） - テレビアニメ『ストリートファイターII V』オープニング曲
  2. cry（作詞・作曲：飛鳥涼） - テレビアニメ『ストリートファイターII V』エンディング曲

- こんな日曜日（1995年12月6日）
  1. こんな日曜日（作詞：澤地隆、作曲：krara）
  2. Again

### アルバム
- bicycle（1995年7月26日） - オリコンウィークリーチャート最高36位[2]
  1. 風 吹いてる
  2. 自転車で海っ。
  3. 子守歌
  4. TOYDOLL
  5. LOVED YOU
  6. cry
  7. cry -reprise-

## ラジオ番組
- kraraの場合（TOKYO-FM）1995年4月 - 1996年3月
- 98 マルチメディア・ステーション（JFN）1996年4月 - 1996年7月

## 雑誌連載
- GB（ソニー・マガジンズ）1995年 - 1996年